# Georg Gstöhl
Georg Gstöhl (* 14. Juni 1925 in Balzers; † 22. September 1999 ebenda) war ein liechtensteinischer Lehrer und Politiker (VU).

## Biografie
Gstöhl wurde 1925 als Sohn von August Gstöhl und dessen Frau Sara (geborene Nigg) in Balzers geboren. Sein Vater arbeitete als Wuhrmeister am Rhein und betrieb nebenbei eine kleine Landwirtschaft. Er wuchs zusammen mit drei jüngeren Schwestern auf und besuchte die Schule in Balzers. Im Anschluss besuchte er das Lehrerseminar in Rickenbach und erhielt dort ein Diplom als Primarlehrer. Seine erste Stelle als Lehrer führte ihn nach Mauren, wo er zwei Jahre tätig wurde. 1946 erfolgte seine Versetzung nach Gamprin, wo er acht Jahre tätig wurde und auch als Leiter des Kirchenchors sowie als Organist in der Pfarrkirche wirkte. Ab 1954 war er Lehrer in Balzers an der dortigen Primarschule, was er bis zu seiner Pensionierung im Jahr 1990 blieb. Neben seiner Arbeit als Lehrer leitete er viele Jahre die Schule und war Mitglied des Gemeindeschulrats. Auf seiner Initiative gehen unter anderem die Schaffung der Schulbibliothek und der Gemeindebibliothek zurück.
1957 wurde Gstöhl in den Gemeinderat von Balzers gewählt und gehörte diesem bis 1979 an. In dieser Zeit war er von 1972 bis 1975 Vizevorsteher der Gemeinde. Nachdem er von 1970 bis 1978 für die Vaterländische Union stellvertretender Abgeordneter im Landtag des Fürstentums Liechtenstein war, wurde er 1978 zum Abgeordneten gewählt. Er behielt sein Mandat bis 1986 und bekleidete in dieser Zeit von 1982 bis 1986 den Posten des Fraktionssprechers der Vaterländischen Union.
Gstöhl war seit 1955 mit Lore Wachter († 1996) verheiratet, deren Eltern ein Schuhhaus in Schaan gehörte. Aus der Ehe gingen drei Töchter hervor. Seine jüngste Tochter Sieglinde ist Professorin am College of Europe in Brügge.
Georg Stöhl starb am 22. September 1999 im Alter von 74 Jahren in seinem Heimatort Balzers.

## Ehrung
Für seinen über 50 Jahre währenden Dienst als Organist im Unterland und in der Gemeinde Balzers wurde er mit der päpstlichen Verdienstmedaille «Bene merenti» geehrt. 